# The History Channel: Battle for the Pacific
Kênh lịch sử: Mặt trận Thái Bình Dương (tiếng Anh: The History Channel: Battle for the Pacific) là một trò chơi điện tử năm 2007 của Mỹ, thuộc thể loại chiến tranh, bắn súng góc nhìn thứ nhất giống như sê-ri Call of Duty và Medal of Honor. Battle for the Pacific đưa người chơi về lại Thế chiến hai, tham gia vào một số trận đánh nổi tiếng của Mặt trận Thái Bình Dương như là Trận Iwo Jima và Trận Corregidor.

## Nội dung
Người chơi sẽ vào vai anh chàng Binh nhì Delvinski trong Sư đoàn Thủy quân lục chiến Hoa Kỳ rồi được đưa đến từng hòn đảo trên biển Thái Bình Dương để đánh với quân đội Nhật. Nhưng trò chơi này khiến nhiều người chơi vô cùng thất vọng bởi vì khi quân địch bị bắn chết thì không có máu văng ra, điều thứ hai là chúng đều ngã xuống cùng một tư thế.